# Westraltrachia instita
Westraltrachia instita är en snäckart som beskrevs av Alan Solem 1984. Westraltrachia instita ingår i släktet Westraltrachia och familjen Camaenidae. Inga underarter finns listade i Catalogue of Life.